# Elekta
Elekta ist ein international tätiges Unternehmen aus der Medizintechnik-Branche, dessen Produkte hauptsächlich aus dem Bereich der Strahlentherapie stammen. Der Hauptsitz des Unternehmens befindet sich in Stockholm. Die Aktien des Unternehmens werden seit 1994 an der Nordic Exchange, der Börse in Stockholm, unter dem Börsenkürzel EKTAb gehandelt. Das Unternehmen erwirtschaftete im Geschäftsjahr 2020/2021 einen Umsatz von 13,763  Mrd. SEK, entsprechend etwa 1,258 Mrd. Euro. Zum Stichtag des Geschäftsjahres 2020/21 wurden weltweit 4194 Mitarbeiter beschäftigt. Das Unternehmen unterhält außerhalb Schwedens Niederlassungen unter anderem in Finnland, den Niederlanden, Großbritannien, den Vereinigten Staaten, China und in Deutschland. Insgesamt bestehen mehr als zwanzig Tochterunternehmen.

## Geschichte
Das Unternehmen wurde 1972 vom schwedischen Neurochirurgen Lars Leksell gegründet. Leksell war Professor am Karolinska-Institut und gilt als der Erfinder der Strahlentherapie mit dem Gamma-Knife. Zusammen mit dem schwedischen Physiker Börje Larsson hat er damit den Beginn für das Gebiet der Radiochirurgie begründet. Bislang sind etwa eine halbe Million Patienten des Kopf-Hals-Karzinoms mit dem Gamma-Knife behandelt worden.
Im Jahr 1997 übernahm Elekta den Radiotherapie-Teil der Philips Medizinsysteme und hat seither weitere Unternehmen, wie z. B. den finnischen MEG-Hersteller Neuromag, übernommen.
2005 übernahm Elekta das Unternehmen medical intelligence aus Schwabmünchen. Im Frühjahr 2008 unterzeichnete Elekta einen Letter of Intent, indem die Übernahmeabsicht für das US-amerikanische Medizinsoftwareunternehmen CMS (Computerized Medical Systems) bekundet wurde. Zum 1. März 2008 wurde die Due Diligence beendet und der Entwickler von Bestrahlungsplanungssoftware wurde übernommen.
2011 wurde mit Wirksamkeit zum 15. September 2011 die Nucletron B.V. (Niederlande) ein Hersteller von Geräten und Planungssoftware für die Brachytherapie zum Preis von 365 Mio. EUR übernommen.

## Produkte
- Leksell Gamma-Knife
- Linearbeschleuniger
- Hilfsgeräte zur Immobilisation des Patienten
- Software zur Bestrahlungsplanung
- Magnetoenzephalographen